# Cyrtandra hansenii
Cyrtandra hansenii är en tvåhjärtbladig växtart som beskrevs av Brian Laurence Burtt. Cyrtandra hansenii ingår i släktet Cyrtandra och familjen Gesneriaceae. Inga underarter finns listade i Catalogue of Life.